# Station de pompage d'Abbey Mills
La station de pompage d'Abbey Mills originale, à Mill Meads, dans l'est de Londres, est une station de pompage des eaux usées, conçue par l'ingénieur Joseph Bazalgette, Edmund Cooper et l'architecte Charles Driver. Elle a été construite entre 1865 et 1868. Deux moteurs sur chaque bras d'un plan cruciforme, avec un style byzantin élaboré, lui ont valu son surnom de Cathédrale des eaux usées. Une station de pompage des eaux usées moderne (Station F) a été achevée en 1997  à environ 200 mètres au sud de la station d'origine. 

## Description
Deux cheminées de style mauresque - inutilisées depuis que la vapeur a été remplacée par des moteurs électriques en 1933 - ont été démolies en 1941, car on craignait qu'une frappe de bombes allemandes ne les fasse tomber sur la station de pompage. 
Le bâtiment abrite toujours des pompes électriques - qui seront utilisées pour aider la nouvelle installation voisine au besoin. 
Le bâtiment principal est classé grade II * et il existe de nombreux bâtiments annexes classés grade II, dont les souches des cheminées démolies. 

## Station de pompage moderne
La station de pompage moderne (Station F) a été conçue par les architectes Allies et Morrison. Le bâtiment d'origine (station A) dispose de pompes électriques et celles-ci sont utilisées pour assister la station de pompage moderne lors de débits élevés si nécessaire. Il s'agit de l'une des trois principales stations de pompage de Londres traitant les eaux sales. Les deux stations de pompage sont capables de déverser des flux directement dans le tunnel Lee. 
L'une des plus grandes installations d'épuration des eaux au monde pour le traitement des eaux usées a été construite dans le cadre du Thames Tideway Scheme. Le site est géré et exploité par Thames Water. 

## Lee Tunnel
Le tunnel Lee est un tunnel d'égout qui court d'Abbey Mills à Beckton Sewage Works et est conçu pour traiter les 16 millions de tonnes d'eaux usées de trop-plein qui étaient auparavant déversées dans la rivière Lea chaque année. Thames Water a commencé la construction en 2012 et le 28 janvier 2016, lors d'une visite des opérations, le maire de Londres, Boris Johnson, a ouvert le tunnel pour le service . 

## Lieu de tournage
Station B a représenté Gotham City dans le film Batman Begins de 2005 , . Elle a également été utilisée comme lieu de tournage de la vidéo Cosy Prisons par le groupe de pop norvégien A-ha le 4 mars 2006 . 
En 2007, le deuxième spectacle de la saison 1 de la série Trick or Treat de Derren Brown a été partiellement filmé sur le site dans lequel deux des trois tableaux ont été coupés au couteau dans le cadre d'un tour. 
La Station C désaffectée et dépouillée a été utilisée dans le film de 2008, Franklyn. 
La station C a été utilisée dans l'épisode 4 de la série 2 de la série télévisée Primeval. 
En 2009, la station a été utilisée par le groupe de rock britannique Coldplay comme lieu de tournage du clip de leur chanson Lovers In Japan . 

## Galerie

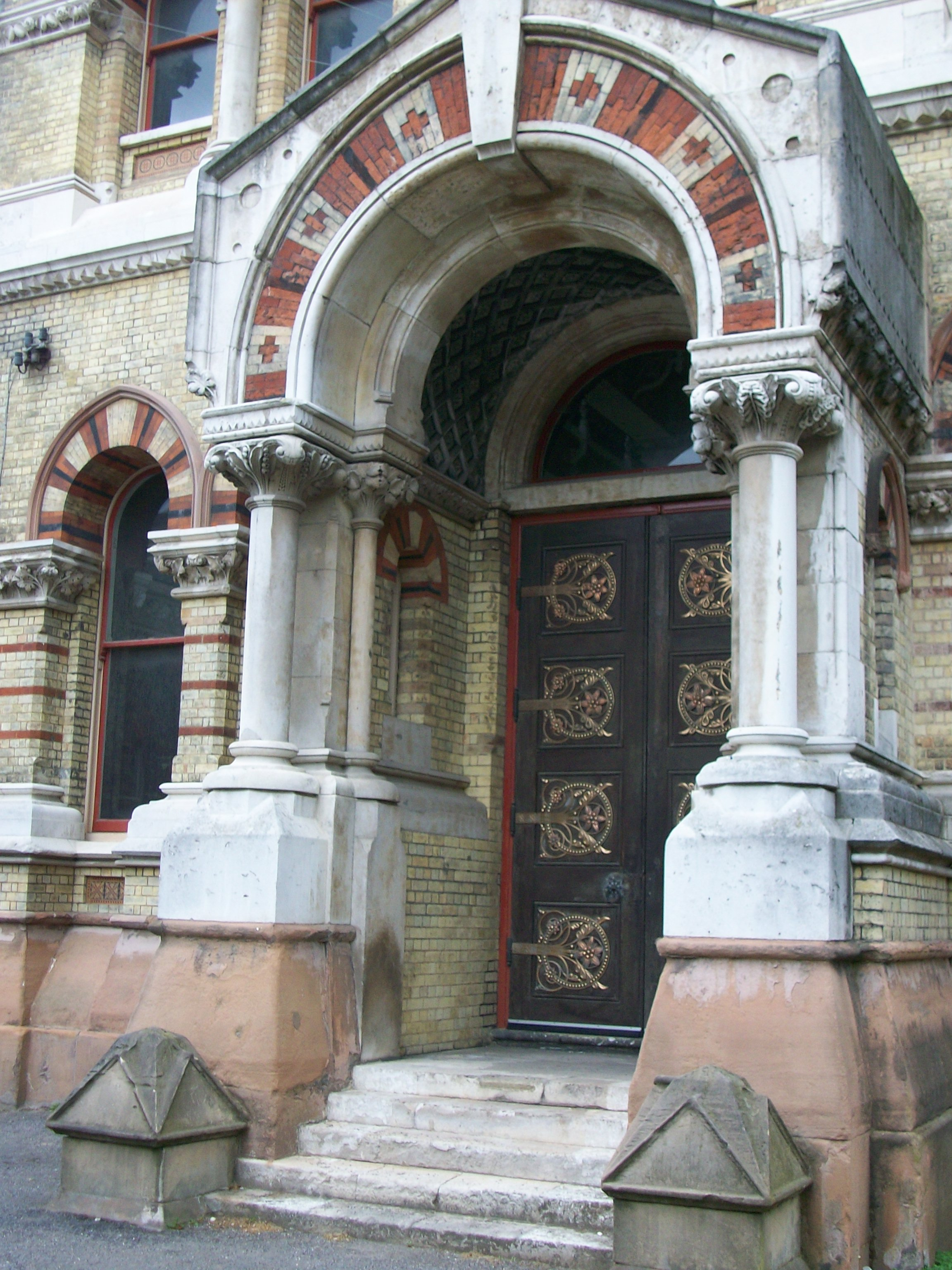
Porte à la station de pompage d'Abbey Mills
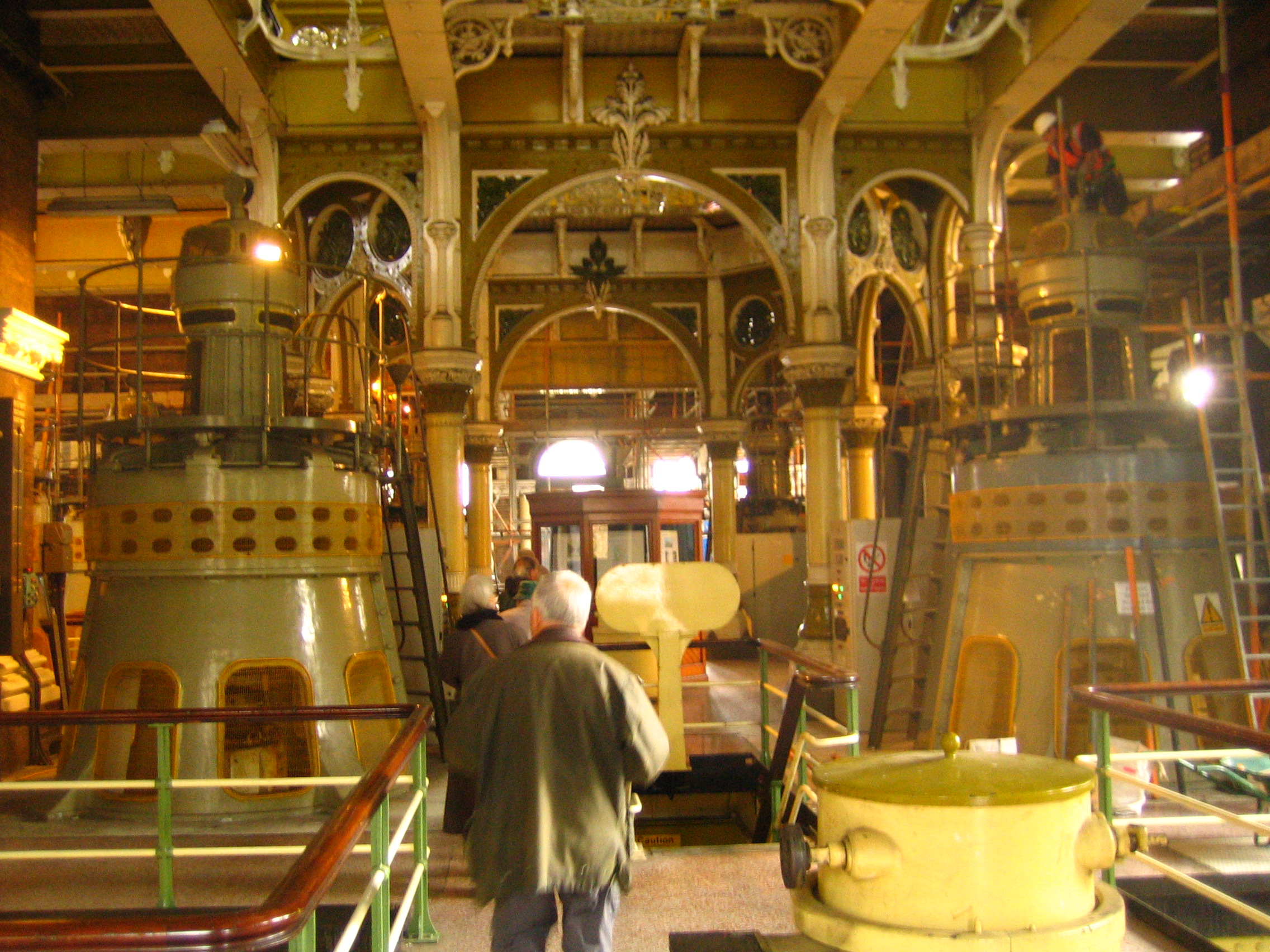
Intérieur
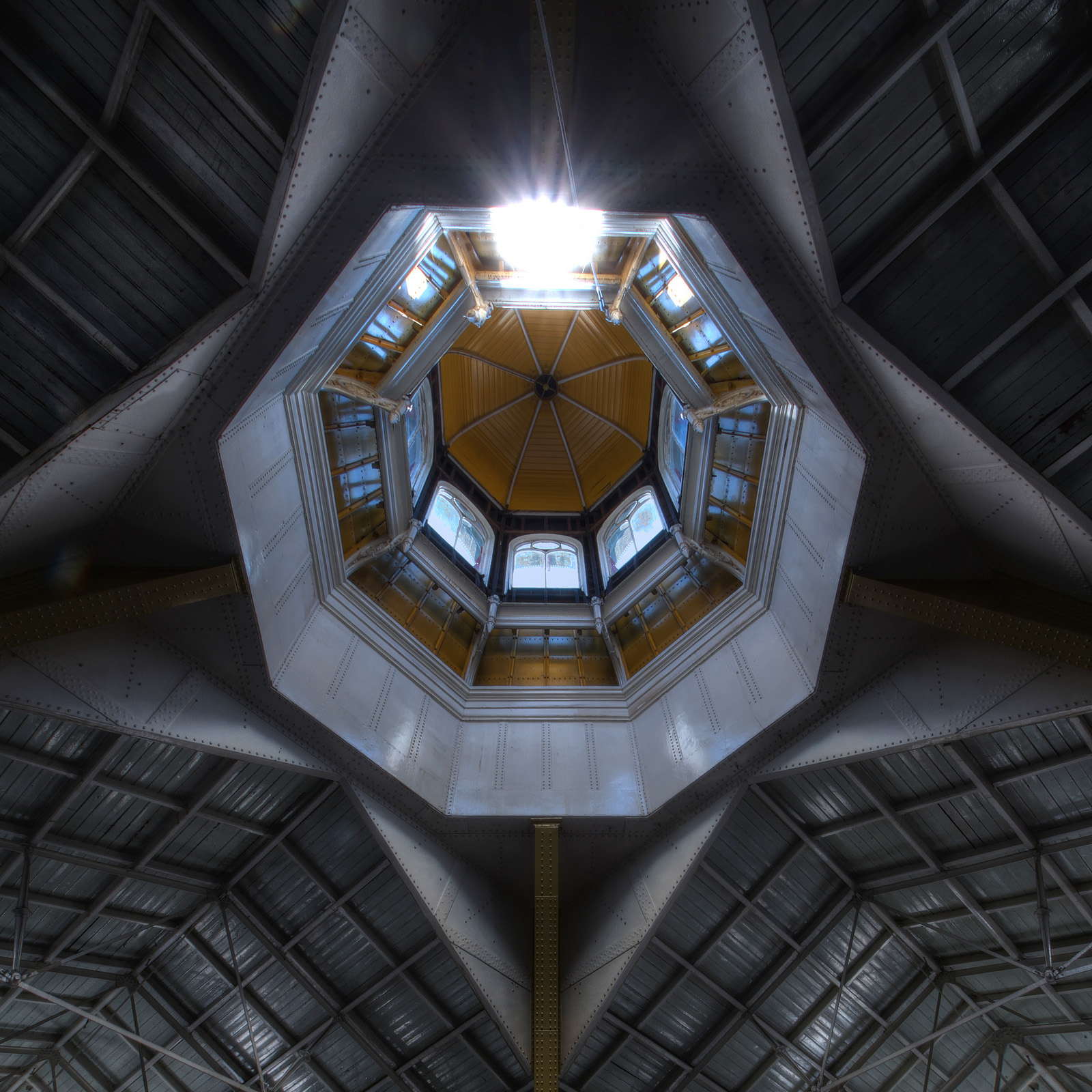
Lanterne dans la station A
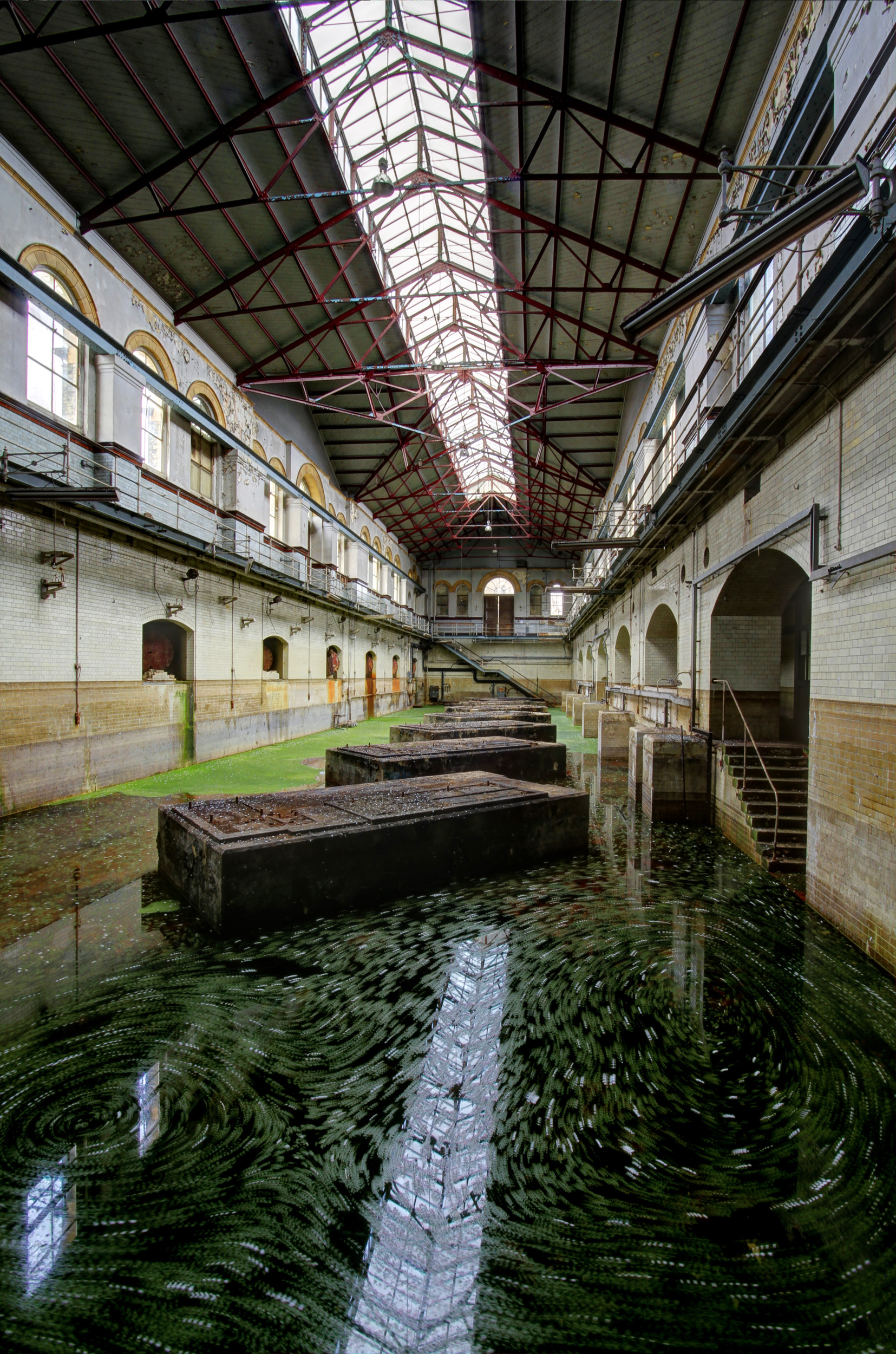
Station C
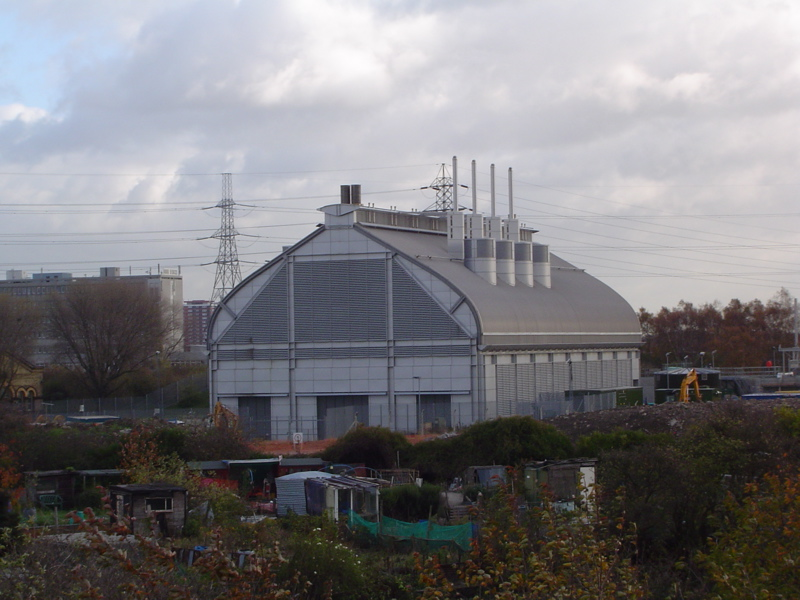
La nouvelle station de pompage d'Abbey Mills (station F)